# Tania Malarczuk
Tania Malarczuk, właśc. Tetiana Malarczuk, ukr. Таня Малярчук, niem. Tanja Maljartschuk (ur. w 1983 w Iwano-Frankiwsku) – ukraińska pisarka, eseistka i dziennikarka. Od 2011 roku mieszka w Wiedniu.
W 2016 roku uhonorowana nagrodą BBC w konkursie na najlepszą ukraińską książkę roku (za powieść Zabuttia). W roku 2018 zwyciężyła w konkursie literackim im. Ingeborg Bachmann (Klagenfurt, Austria) na krótki niemieckojęzyczny utwór prozatorski.
Ukończyła filologię ukraińską na Podkarpackim Uniwersytecie Narodowym im. Wasyla Stefanyka. Publikowała w czasopismach „Berezil” („Березіль”), „Czetwer” („Четвер”), „Krytyka” („Критика”), „SzO” („ШО”).
W swojej powieści Zapomnienie (polski przekład 2019) opowiedziała o losach ważnego pisarza politycznego – Wiaczesława Lipińskiego.

## Książki w języku ukraińskim
- 2004 Ендшпіль Адольфо, або троянда для Лізи (Endszpil Adolfo, abo trojanda dla Lizy)
- 2006 Згори вниз. Книга страхів (Zhory wnyz. Knyha strachiw)
- 2006 Як я стала святою (Jak ja stała swiatoju)
- 2007  Говорити (Howoryty)
- 2009 Звірослов (Zwirosłow)
- 2012 Біографія випадкового чуда (Biohrafija wypadkowoho czuda)
- 2016 Забуття (Zabuttia), wyd. pol. Zapomnienie, przeł. Marcin Gaczkowski[1][2]
- 2018 Mox nox

## Nagrody
- 2013 Crystal Vilenica[3]
- 2013 Nagroda Literacka im. Josepha Conrada-Korzeniowskiego[4]
- 2016 Book of the Year BBC Ukraina (za powieść "Zabuttia")[5]
- 2018 Nagroda im. Ingeborg Bachmann[6]